# Sanctuaire du Livre
 (février 2018).

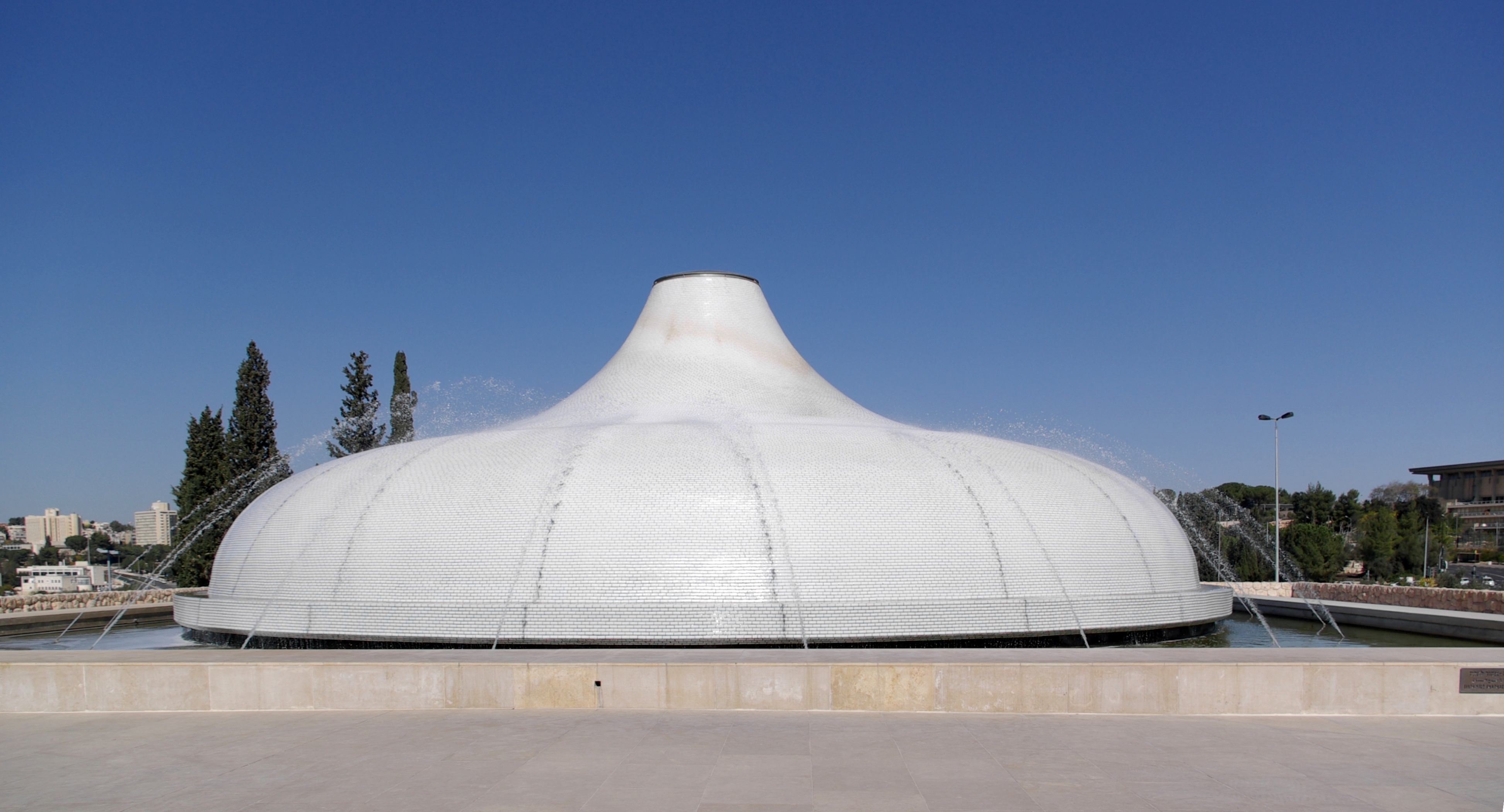
Vue extérieure du Sanctuaire du Livre

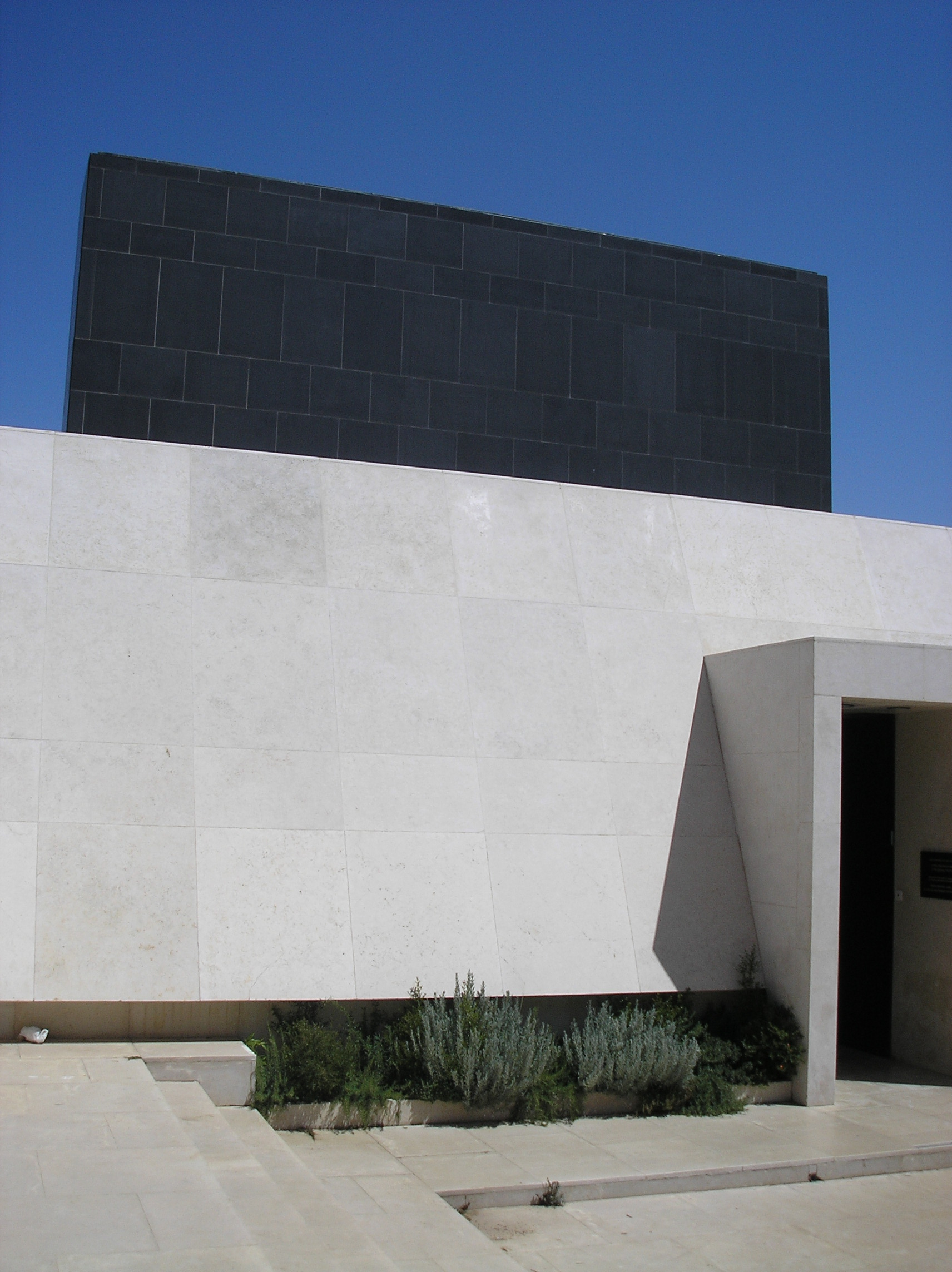
Entrée du Sanctuaire du Livre

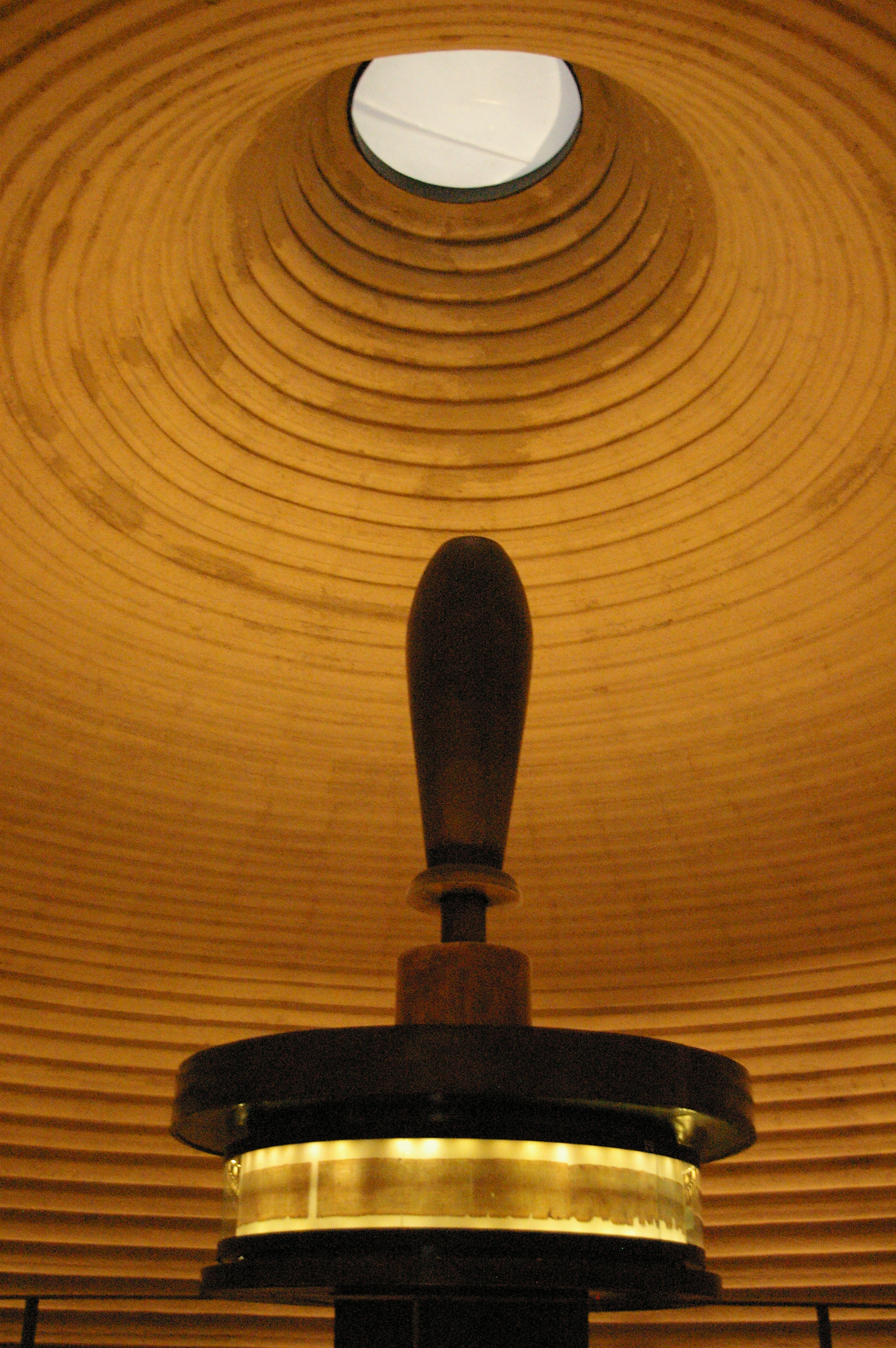
Copie du Rouleau d'Isaïe exposée au sanctuaire du Livre.

Le Sanctuaire du Livre (en hébreu : היכל הספר, heykhal ha-Sefer) est une aile du musée d'Israël près de Guivat Ram à l'ouest de Jérusalem, qui détient les rouleaux de la mer Morte — découverts entre 1947 et 1956 dans onze grottes dans et autour du Wadi Qumrân. 

## Historique
Le sanctuaire était prévu d'être construit à l'origine sur le campus de Guivat Ram de l'université hébraïque, attenant à la Bibliothèque nationale.
Durant sept ans un processus de planification compliqué aboutit finalement à la construction du projet en 1965 qui fut financé par la famille de David Gottesman, hongrois d'origine et philanthrope qui acquit les Manuscrits pour les offrir à l'État d'Israël. Un des architectes, le pragmatique Armand Bartos (1910-2005), fut manifestement choisi parce que marié à Celeste Ruth Gottesman, la propre fille de Gottesman (celle-ci avait épousé en 1935 Jerome Altman, puis divorça). En ce qui concerne l'autre architecte attitré, le visionnaire excentrique Frederick Kiesler (1890-1965), Gottesman avait auparavant mené une enquête pour savoir si son œuvre La Maison sans fin pouvait être installée au MoMA à New York. Il y avait aussi dans l'équipe d'architectes un homme nommé Gezer Heller qui avait construit de nombreuses structures importantes dans le nouvel État d'Israël. Il se maria avec Alice Hammer, la sœur d'Ibbi Hammer, la femme qui était devenue la directrice de la banque de l'État d'Israël. Elle était la fille du grand-rabbin de Budapest.
Au tout début les architectes israéliens protestèrent que ces architectes non israéliens avaient été choisis par népotisme et objectèrent que Kiesler n'avait jamais terminé ses études d'architecture à Vienne et Berlin — bien qu'il reçût une accréditation à New York — et n'avait jamais rien construit. Il était avant tout un designer d'avant-garde qui enseignait à l'occasion. Néanmoins, cet architecte américain, juif de confession, avait été choisi par Gottesman dès 1955.
Parce que les méthodes de construction et les matériaux d'origine de cet édifice donnaient des signes de faiblesse, le musée fut fermé pendant un an pour rénovations et a rouvert le 7 juin 2004.

## Architecture
Le sanctuaire prend la forme d'un dôme recouvert de céramique blanche, couvrant une structure placée aux deux tiers dans le sol, et légèrement au-dessus d'un plan d'eau dans lequel il se reflète. Le dôme reproduit la forme d'un couvercle de jarre comme celui des jarres où l'on a trouvé les manuscrits. Les jets d'eau et le bassin sont des allusions aux rites de purification de la Communauté de Qumrân. Face au dôme se trouve un mur de basalte noir. Les couleurs et les formes du bâtiment évoquent le Rouleau de la guerre des Fils de Lumière contre les Fils des Ténèbres, l'un des Rouleaux de la mer Morte, où le dôme blanc symboliserait les Fils de Lumière et le mur noir serait les Fils des Ténèbres.

## Collections
Comme la fragilité des Rouleaux rend impossible leur exposition permanente, un système de rotation a été mis en place. Après qu'un manuscrit a été montré pendant trois à six mois, il est retiré et placé temporairement dans une salle de stockage spéciale où il reste en repos.
Le musée détient aussi de rares et anciens manuscrits et permet de voir le Codex d'Alep. Son dôme à l'architecture singulière a servi de décor pour de nombreuses productions cinématographiques de science-fiction[réf. nécessaire].